# Амбој (Илиноис)
Амбој (енгл. Amboy) град је у америчкој савезној држави Илиноис. По попису становништва из 2010. у њему је живело 2.500 становника.

## Демографија
Према попису становништва из 2010. у граду је живело 2.500 становника, што је 61 (2,4%) становника мање него 2000. године.
| Група             | 2000.         | 2010.         |
| Белци             | 2.468 (96,4%) | 2.363 (94,5%) |
| Афроамериканци    | 20 (0,8%)     | 19 (0,8%)     |
| Азијати           | 0 (0,0%)      | 2 (0,1%)      |
| Хиспаноамериканци | 55 (2,1%)     | 96 (3,8%)     |
| Укупно            | 2.561         | 2.500         |